# Luís de Brito Guimarães
Luís de Brito Monteiro Guimarães (Porto, 1877 — Valmaior (Albergaria-a-Velha), maio de 1950) foi um jurista, licenciado em Direito pela Universidade de Coimbra, professor liceal e administrador de empresas que, entre outras funções de relevo, foi presidente da Câmara Municipal de Aveiro, governador civil do Distrito de Aveiro, deputado ao Congresso da República e Ministro dos Abastecimentos do 20.º governo republicano, em funções de 30 de março a 29 de junho de 1919..

## Biografia
Nasceu na cidade do Porto, filho do empresário limiano e jornalista Delfim José Monteiro Guimarães, pioneiro da indústria papeleira em Portugal, e de sua esposa Maria Júlia Moreira de Brito Barreiros. Foi irmão do empresário Delfim de Brito Guimarães, poeta, ensaísta, bibliófilo e editor (fundador da Guimarães Editores).
Frequentou o Colégio de Campolide e matriculou-se na Faculdade de Direito da Universidade de Coimbra, onde se licenciou em Direito. Concluiu igualmente o curso de habilitação para o magistério liceal na Escola Normal Superior de Coimbra. Ainda chegou a ser juiz de Direito, mas preferiu o ensino e foi professor do Liceu de Aveiro. Paralelamente às suas funções docentes, era ainda vogal do conselho de administração dos Caminhos de Ferro do Estado.
Envolveu-se na política e na vida aveirense e foi presidente da Câmara Municipal de Aveiro, governador civil do Distrito de Aveiro e membro da Junta de Obras da Barra de Aveiro. Militante do Partido Unionista, e depois do Partido Liberal, foi deputado ao Congresso da República eleito pelo círculo eleitoral de Vila Nova de Gaia (1913) e, depois, por Aveiro (1915-1917). 
Desde 28 de janeiro até 30 de março de 1919 foi chefe de gabinete de Jorge de Vasconcelos Nunes, o Ministro da Agricultura (e interino dos Abastecimentos) do 19.º governo republicano, presidido por José Relvas. Com a exoneração daquele governo, integrou, como Ministro dos Abastecimentos, o 20.º governo republicano, presidido por Domingos Pereira, em funções de 30 de março a 29 de junho de 1919. Regressou ao Congresso da República, pelo círculo eleitoral de Gaia em 1919 e depois em 1921-1922.
Com o fim da Primeira República Portuguesa enveredou pela vida empresarial, já que seu pai, Delfim Guimarães, tinha organizado em 1875 a Companhia do Papel do Prado, à qual associou, em 1889, a Fábrica de Papel de Vale Maior. Em 1925, Brito Guimarães passou a integrar o conselho de administração da Companhia do Papel do Prado, então a maior empresa do ramo em Portugal.
A partir da sua actividade profissional e política em Aveiro e da sua ligação à Fábrica de Vale Maior, apaixonou-se por Albergaria-a-Velha, pela sua tranquilidade e beleza e pela afabilidade das pessoas. Mandou então construir uma ampla moradia, sobranceira à Ladeira da Fábrica, em Valmaior, num sítio aprazível, onde passava largas temporadas, durante as quais convivia com numerosos amigos, tendo ocasião de se inteirar de dificuldades e aspirações locais.
Entre outras instituições, contribuiu generosamente para a Santa Casa da Misericórdia de Albergaria, que na altura iniciava a construção do primeiro hospital e da Sopa dos Pobres de Albergaria.
Foi uma figura política de relevo, com boa presença, de palavra fácil, um tanto pomposo, mas agradável e benemérito. O seu nome é lembrado na toponímia de Albergaria-a-Velha, onde existe a Rua Doutor Brito Guimarães, e da freguesia de Pedreira (Tomar), onde existe a Rua Doutor Luís de Brito Guimarães.